# Народная воля

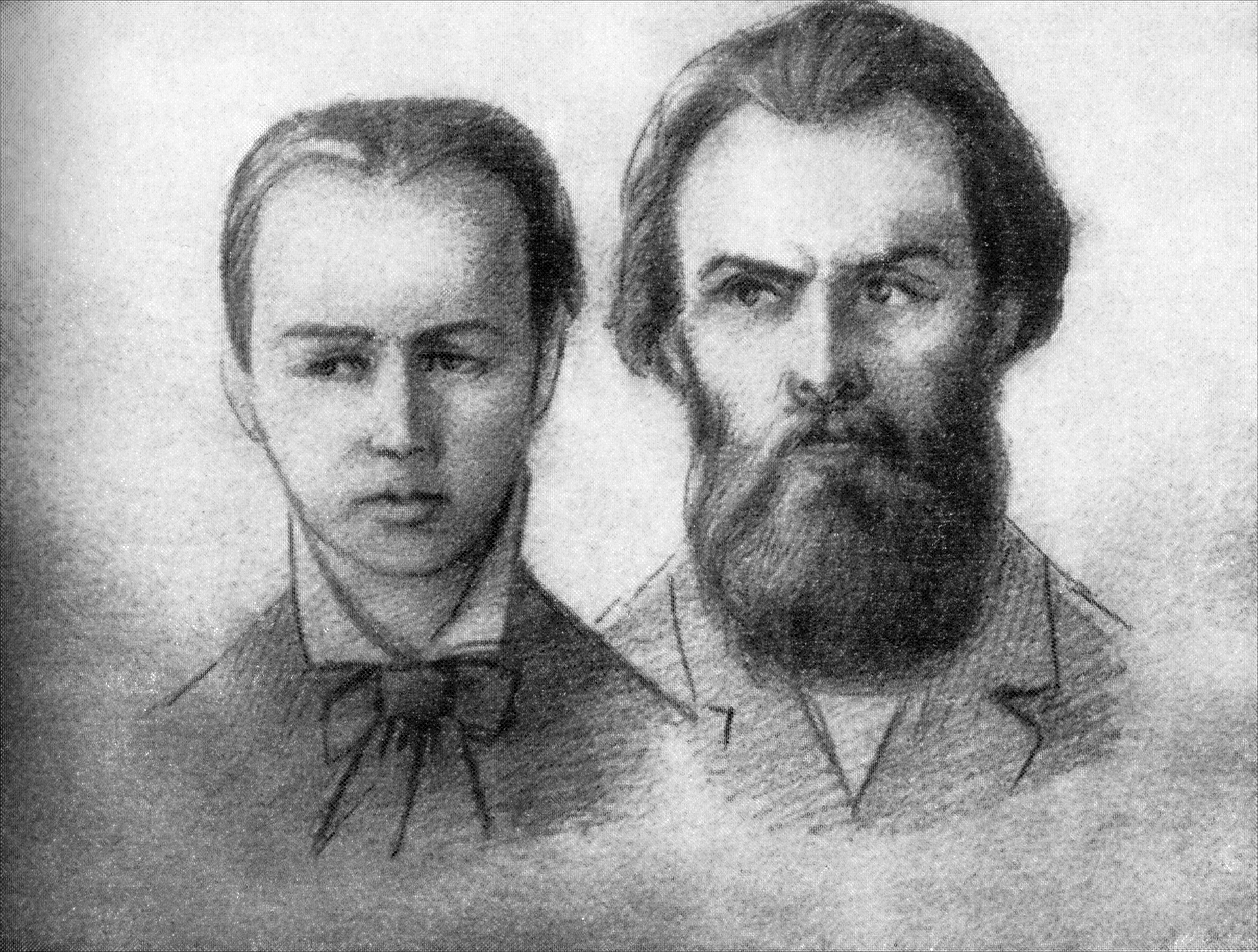
С. Л. Перовская и А. И. Желябов на суде

«Наро́дная во́ля» — революционная нелегальная политическая партия, возникшая в 1879 году после раскола организации «Земля и воля» на радикальную «Народную волю» и умеренную «Чёрный передел». Партия ставила своей основной целью принуждение царского правительства к демократическим реформам и последующее социальное преобразование общества. Одним из методов политической борьбы «Народной воли» стал индивидуальный террор.
Участников организации называли народово́льцами. Наиболее известными из них были П. Л. Лавров, А. И. Желябов, А. Д. Михайлов, С. Л. Перовская, В. Н. Фигнер, Н. А. Морозов, Л. А. Тихомиров, С. Н. Халтурин, Н. И. Кибальчич, Ю. Н. Богданович, Г. А. Лопатин, Н. С. Тютчев, А. И. Баранников, Н. В. Клеточников, Я. Л. Юделевский, В. И. Дзюбинский.

## Идеи
Партия «Народная воля» организовалась на Липецком съезде в июне 1879 года. В противоположность «Земле и Воле», из которой выделилась «Народная воля», последняя подчёркивала политическую борьбу как средство завоевания социалистического строя.
Теоретическое миросозерцание революционных народников (участников «хождения в народ»), выражавшееся в журналах «Вперёд», «Начало», «Земля и Воля», было усвоено и партией «Народная воля». Как и «Земля и Воля», партия «Народная воля» исходила из убеждения, что русский народ «находится в состоянии полного рабства, экономического и политического. Его облегают слои эксплуататоров, создаваемых и защищаемых государством. Государство составляет крупнейшую в стране капиталистическую силу; оно же составляет единственного политического притеснителя народа. Этот государственно-буржуазный нарост держится исключительно голым насилием. Совершенно отсутствует народная санкция этой произвольной и насильственной власти… Русский народ по своим симпатиям и идеалам является вполне социалистическим; в нём ещё живы его старые, традиционные принципы — право народа на землю, общинное и местное самоуправление, зачатки федеративного устройства, свобода совести и слова… Эти принципы получили бы широкое развитие и дали бы совершенно новое направление, в народном духе, всей нашей истории, если бы только народ получил возможность жить и устраиваться так, как хочет, сообразно со своими собственными наклонностями». Ввиду этого партия Народная воля считала своей задачей «политический переворот с целью передачи власти народу». Как орудие переворота, партия выставляла учредительное собрание, избранное свободной всеобщей подачей голосов. Обязуясь вполне подчиниться народной воле, партия тем не менее выставляла свою программу, которую должна была защищать во время избирательной агитации и в Учредительном Собрании:
1. постоянное народное представительство, имеющее полную власть во всех общегосударственных вопросах;
2. широкое областное самоуправление, обеспеченное выборностью всех должностей, самостоятельностью мира и экономической независимостью народа;
3. самостоятельность мира, как экономической и административной единицы;
4. принадлежность земли народу;
5. система мер, имеющих цель передать в руки рабочих все заводы и фабрики;
6. полная свобода совести, слова, печати, сходок, ассоциаций и избирательной агитации;
7. всеобщее избирательное право, без сословных и всяких имущественных ограничений;
8. замена постоянной армии территориальной.

## История

### Создание «Народной воли»
Неудачи «хождения в народ» в середине 1870-х годов породили в народнических кружках сомнения в целях движения и в тактике их достижения. Крестьянство не принимало агитации пропагандистов, многие из которых оказались в тюрьмах и ссылках, не добившись заметных результатов. Агитация всё больше переносилась из деревни в город. Народники всё больше склонялись к необходимости борьбы за политические преобразования и свободы.
В крупнейшей революционной организации «Земля и воля», которая осенью 1878 года потеряла ряд лидеров в результате провала основного кружка, назрел раскол. Часть революционеров во главе с Г. В. Плехановым и М. Р. Поповым настаивала на продолжении агитации в деревне. Другие во главе с А. Д. Михайловым призывали к политической борьбе, «дезорганизации» правительства любыми методами, включая террористические.
Серьезное влияние на настроения в революционных кругах оказали политические процессы 1877—1878 годов (суд над участниками Казанской демонстрации, процесс пятидесяти, процесс ста девяноста трёх). Покушение В. И. Засулич, убийство Н. В. Мезенцова С. М. Кравчинским, покушение А. К. Соловьёва привели к усилению террористических настроений в революционных кругах.
В мае 1879 года в Петербурге группа землевольцев — сторонников политической борьбы и террористических методов — создала тайную организацию «Свобода или смерть».
На лето 1879 года был намечен съезд землевольцев, представлявших и столичные, и провинциальные кружки. Сторонники нового направления, «политики», склонявшиеся к применению террористических методов борьбы, тайно от остальных провели 15-17 июня отдельный съезд в Липецке, где согласовали свои действия и программу для последовавшего вскоре общего Воронежского съезда.
На Воронежском съезде, проходившем с 18 по 21 июня, разногласия между «политиками» и «деревенщиками» привели к расколу организации. Лидер «деревенщиков» Г. В. Плеханов демонстративно покинул съезд.
Однако формально единая организация «Земля и воля» существовала до конца августа — начала осени 1879 года, когда сторонники политической борьбы и террора организовали новую партию «Народная воля», а «деревенщики» создали «Чёрный передел».
В Исполнительный комитет (ИК) «Народной воли» первоначально вошло приблизительно 15 человек (точные списки неизвестны), в частности, участники Липецкого съезда: А. И. Баранников, А. И. Желябов, А. А. Квятковский, Н. Н. Колодкевич, А. Д. Михайлов, Н. А. Морозов, М. Н. Ошанина, Л. А. Тихомиров, М. Ф. Фроленко, С. Г. Ширяев.

### Деятельность «Народной воли» до 1 марта 1881 года
Осенью 1879 года ИК пополнили Н. К. Бух, М. Ф. Грачевский, В. В. Зеге фон Лауренберг, С. С. Златопольский, А. И. Зунделевич, С. А. Иванова, Г. П. Исаев, Т. И. Лебедева, О. С. Любатович, С. Л. Перовская, Е. Д. Сергеева, В. Н. Фигнер, А. В. Якимова, а в 1880 году — М. Р. Ланганс, А. П. Корба, Ю. Н. Богданович, Н. Е. Суханов, П. А. Теллалов, М. Н. Тригони.
«Народная воля» имела централизованную структуру во главе с Исполнительным комитетом. К началу 1881 года в организацию входило около 500 человек, а за весь период с 1879 по 1883 год она объединяла 80—90 местных, 100—120 рабочих, 30—40 студенческих, 20—25 гимназических и около 25 военных кружков.

Основатели «Народной воли», как правило, поначалу широко понимали задачи новой партии, не сводя их только к террору и рассматривая его как одно из средств политической борьбы. Однако с первых дней существования Исполнительного комитета основные его практические усилия были направлены на исполнение смертного приговора Александру II, вынесенному на Липецком съезде.

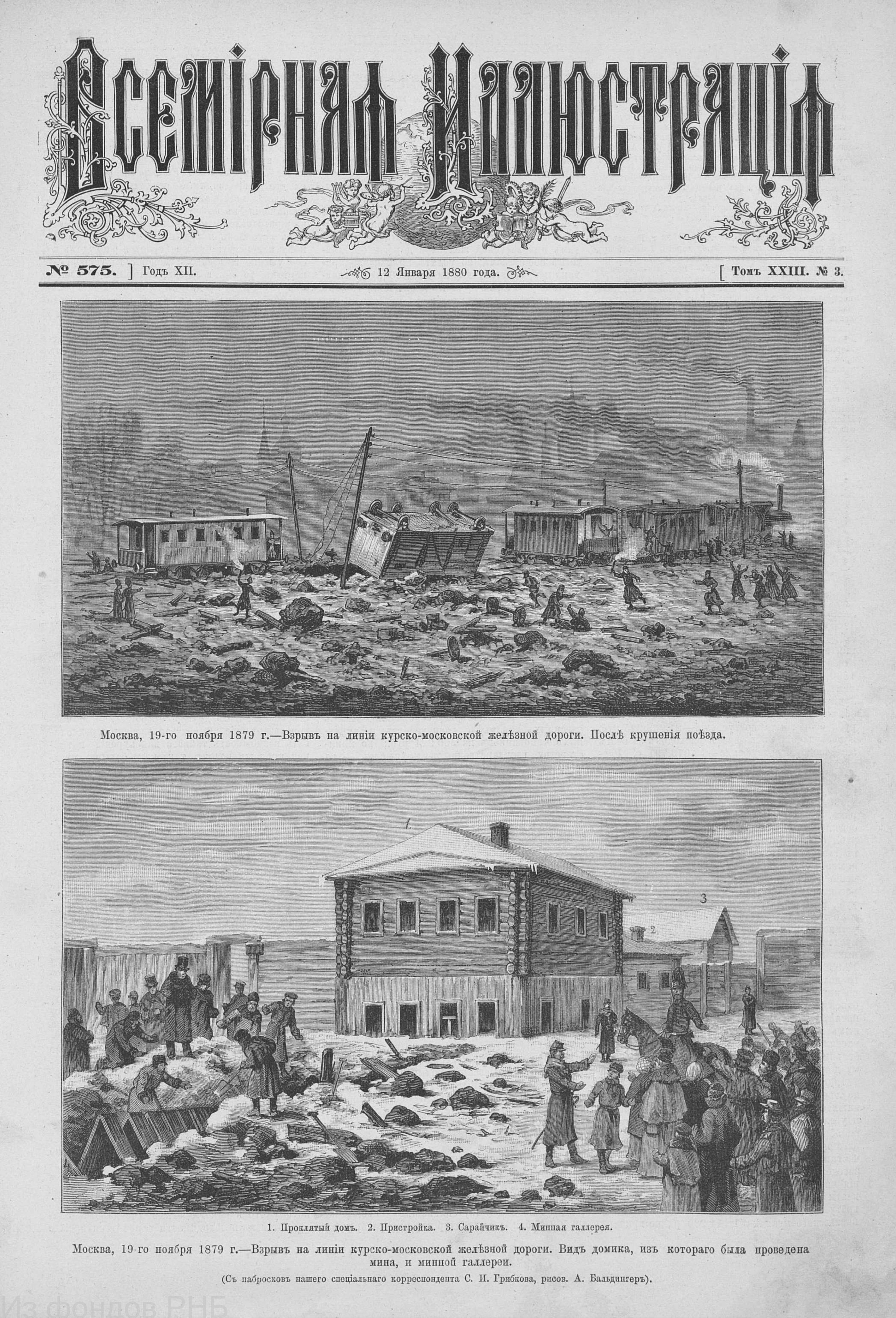
Взрыв свитского поезда на Московско-Курской железной дороге 19 ноября 1879 года (Журнал «Всемирная иллюстрация» от 12 января 1880 года).

В ноябре 1879 года были произведены три попытки подрыва царского поезда, в котором император возвращался из Крыма в Петербург. Покушение у села Гниляково под Одессой, которое готовили М. Ф. Фроленко, Т. И. Лебедева и Н. И. Кибальчич, не состоялось из-за изменения маршрута поезда. Вторая мина, заложенная группой А. И. Желябова под Александровском, не сработала из-за технической неисправности. Третья — под Москвой, была взорвана 19 ноября группой народовольцев (А. Д. Михайлов, С. Л. Перовская, Л. Н. Гартман, Г. П. Исаев, А. И. Баранников, С. Г. Ширяев и др.). Но и это покушение не удалось. Вопреки обычному порядку царский поезд шёл первым, и подрыв произошёл под багажным вагоном поезда свиты, шедшего вторым. Никто не пострадал.
5 февраля 1880 года С. Н. Халтурин, проникший еще в сентябре 1879 года в Зимний дворец в качестве столяра, подготовил там взрыв, разрушивший перекрытие между этажами и убивший 11 караульных. Однако царь и в этот раз не пострадал, поскольку не был в обычное время в помещении столовой, под которым был заложен заряд.
Ещё два покушения готовились, но не состоялись летом 1880 года. В Одессе на Итальянской улице, 47 С. Л. Перовская, Г. Исаев и другие готовили подкоп, чтобы взорвать экипаж Александра II на пути от вокзала к пристани. Однако подкоп не успели закончить в срок.
В Петербурге под Каменный мост, лежавший на пути из Царского села в Зимний дворец, заложили семь пудов взрывчатки, но взорвать его во время проезда императора не удалось из-за опоздания одного из террористов (М. В. Тетёрки).

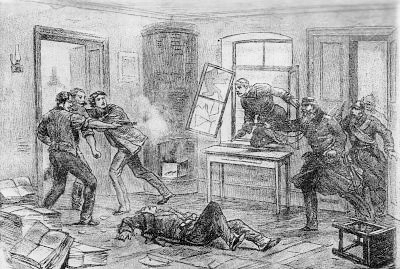
Арест типографии в Сапёрном переулке (рисунок из немецкого журнала 1880 года).

Несколько членов Исполнительного комитета были арестованы ещё в конце 1879 года: А. И. Зунделевич — 28 октября 1879 года, А. А. Квятковский и Г. Д. Гольденберг — в ноябре, а С. Г. Ширяев — 4 декабря. В этот же день было захвачено полицией паспортное бюро организации.
18 января 1880 года полиция раскрыла секретную типографию народовольцев в Саперном переулке (дом № 10, кв. 9). Революционеры оказали вооружённое сопротивление, один из них (Сергей Лубкин) застрелился, четверо были арестованы. Среди арестованных двое членов ИК — Н. К. Бух и С. А. Иванова.
Весной 1880 года народовольцы организовали Центральный рабочий кружок в Санкт-Петербурге, которым руководили А. Желябов и С. Перовская, который уже через год насчитывал более 300 рабочих. Осенью 1880 года была создана Военная организация. Весной 1881 года в неё входило около 50 офицеров из Петербурга, Кронштадта, Гельсингфорса.
Активная террористическая деятельность «Народной воли», особенно взрыв в Зимнем дворце, заставила правительство пойти на срочные меры. 12 февраля 1880 года была учреждена «Верховная распорядительная комиссия по охранению государственного порядка и общественного спокойствия». Главой этой комиссии стал М. Т. Лорис-Меликов, который, получив широкие полномочия, начал срочные преобразования в административной и полицейской сфере и одновременно ужесточил преследования революционеров.
Весной 1880 года арестованный Гольденберг дал полиции обширные показания, позволившие полиции произвести дальнейшие аресты.
В октябре в Петербургском военно-окружном суде прошел процесс над 16 народовольцами. Двое — А. А. Квятковский и А. К. Пресняков — были приговорены к смертной казни, остальные — к каторге и ссылке в Сибирь. Казнь Квятковского и Преснякова побудила народовольцев ускорить подготовку покушения на царя, которое они понимали как возмездие.
Ключевой фигурой конспиративной деятельности «Народной воли» был А. Д. Михайлов, который налаживал работу подпольных типографий, динамитных мастерских, финансирование организации, поддерживал связь с агентом революционеров в Третьем отделении — Н. В. Клеточниковым.
Арест Михайлова в ноябре 1880 года повлёк дезорганизацию и череду провалов.
Член Исполкома Н. Н. Колодкевич был арестован 26 января 1881 года, А. И. Баранников и Н. В. Клеточников — 28 января. В этот же день при нелегальном возвращении из-за границы был арестован Н. А. Морозов.

В декабре 1880 года началась подготовка к новому покушению на царя. Была нанята лавка на углу Невского проспекта и Малой Садовой улицы, откуда был сделан подкоп для закладки мины. Одновременно велось наблюдение за выездами императора. Было решено совершить покушение на его пути из Зимнего дворца в Манеж.

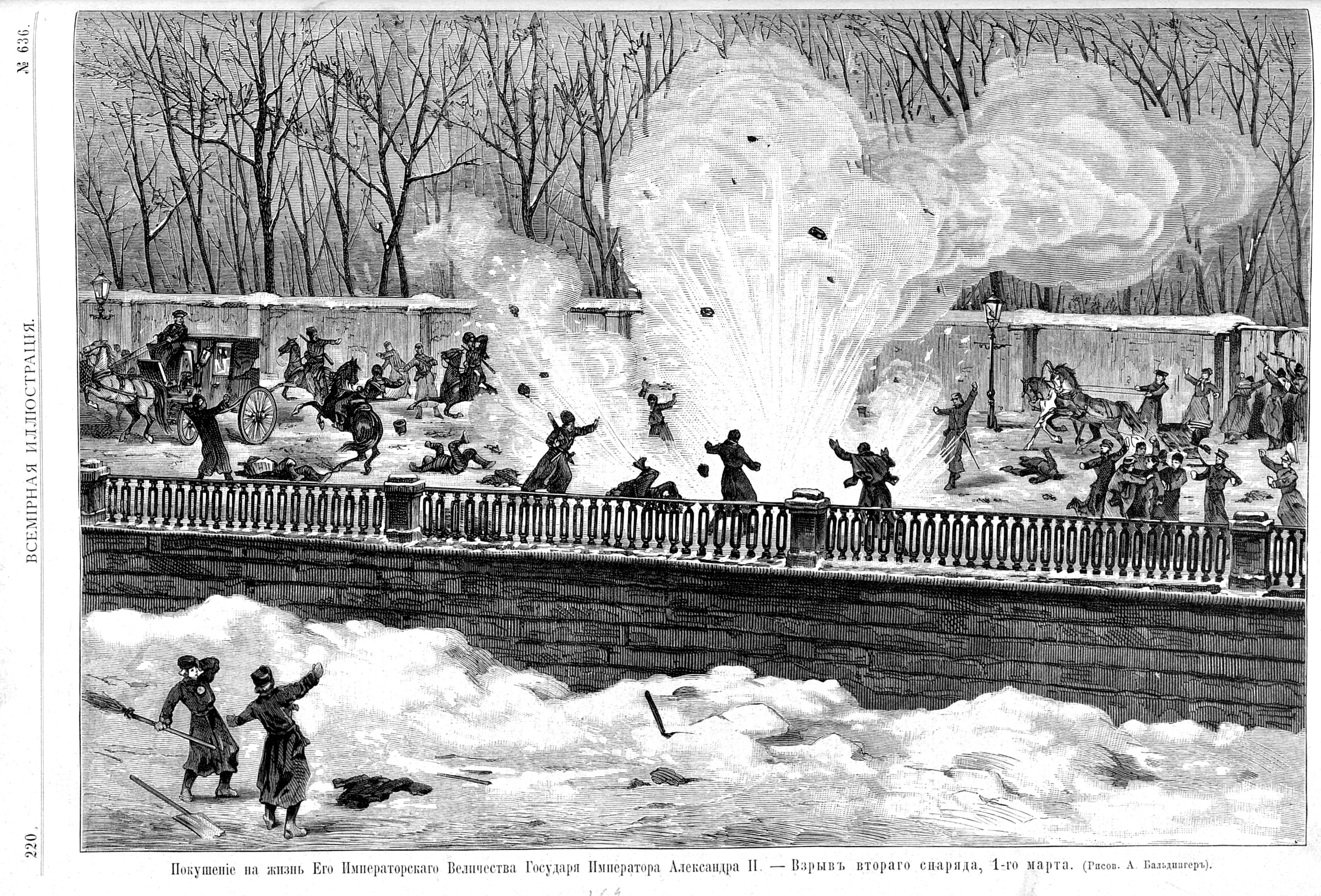
Покушение 1 марта 1881 года. Взрыв второго снаряда (Журнал «Всемирная иллюстрация» от 14 марта 1881 года).

Январские провалы заставили террористов спешить, поскольку не было никаких гарантий самого существования организации в течение сколь-нибудь длительного времени. 27 февраля вместе с приехавшим в Петербург руководителем одесской организации М. Н. Тригони был арестован А. И. Желябов, возглавлявший подготовку к покушению. Руководство взяла на себя С. Л. Перовская. Теракт был намечен на 1 марта. В случае, если царь не поедет Малой Садовой, было решено использовать метательные снаряды.
В назначенный день царь выбрал маршрут по Екатерининскому каналу и был там убит бомбой, брошенной И. И. Гриневицким, который также был смертельно ранен.
Инициированных цареубийством народных волнений, на которые рассчитывали революционеры, не произошло. Вскоре после 1 марта большинство активных членов организации было арестовано. На состоявшемся вскоре процессе над шестью первомартовцами (А. И. Желябов, С. Л. Перовская, Н. И. Кибальчич, Т. М. Михайлов, Н. И. Рысаков, Г. М. Гельфман) всем был вынесен смертный приговор. Беременной Г. Гельфман он был заменён на пожизненную каторгу.

### «Народная воля» после 1 марта 1881 года

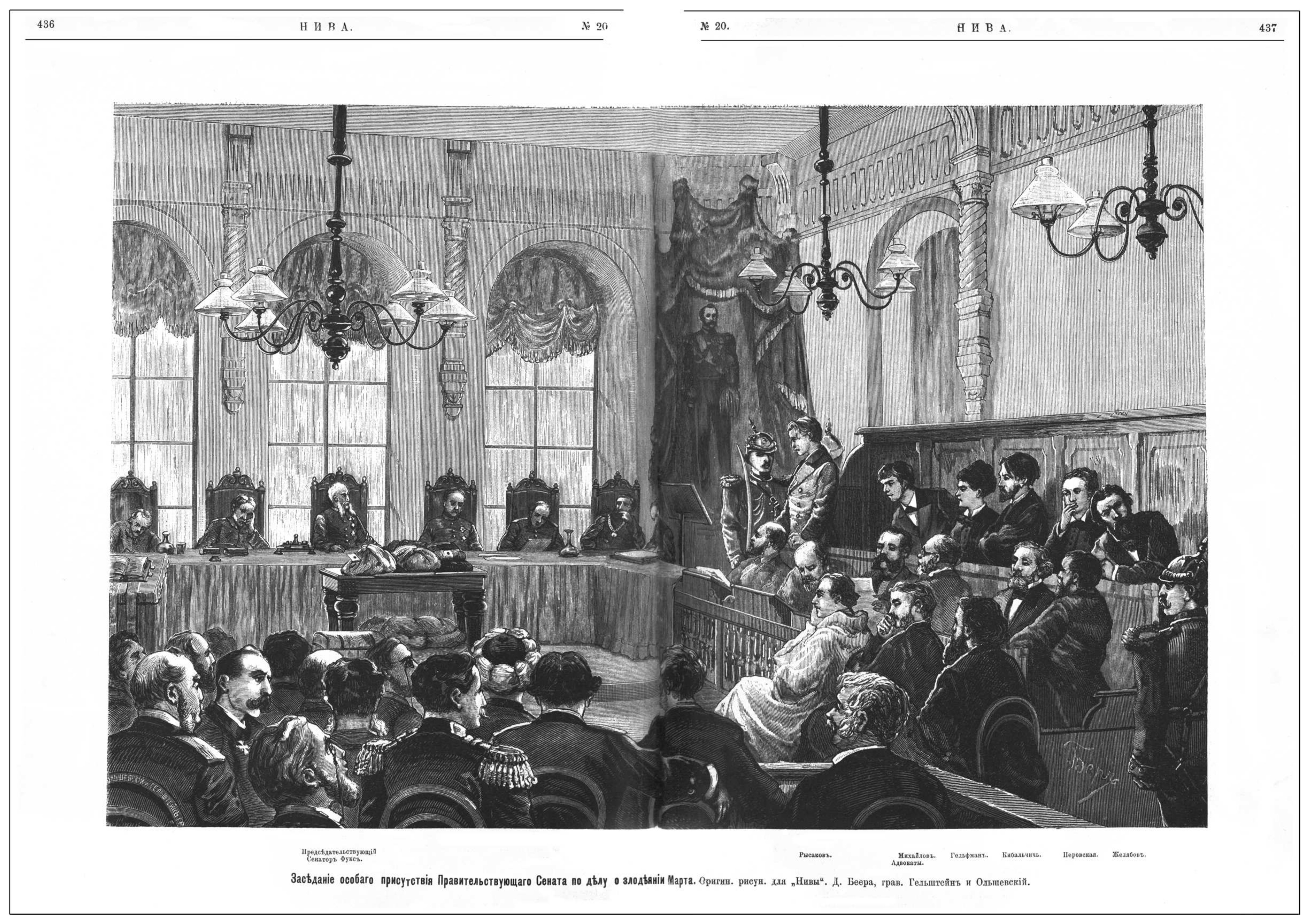
Заседание особого присутствия Правительствующего Сената по делу о злодеянии 1 марта. Из журнала «Нива» № 20 за 16 мая 1881 года

В течение следующих месяцев прошли многочисленные аресты. В результате «Народная воля», потеряв множество членов и большинство Исполнительного комитета, перенесла центр своей деятельности в Москву, где народовольцами руководили М. Н. Ошанина и П. А. Теллалов. Все больше внимания уделялось созданию военных организаций и пропаганде среди офицеров. И всё больше народовольцев склонялось к заговорщической тактике захвата власти .
Не имея сил на крупные действия, тем более на новое цареубийство, организация совершила покушение на киевского военного прокурора В. С. Стрельникова, заслужившего ненависть революционеров своими жёсткими действиями на Юге. 18 марта 1882 года в центре Одессы он был застрелен Н. А. Желваковым. Желваков вместе с сопровождавшим его С. Н. Халтуриным был схвачен и казнён.
В начале 1882 года в Петербурге полиция арестовала большую группу террористов, готовивших покушение на жандармского полковника Г. П. Судейкина.
По инициативе Ю. Н. Богдановича была создана организация для подготовки побегов и помощи заключённым, предшественник «Политического Красного креста». Организация была уничтожена полицией в начале 1882 года .
Критические последствия для организации имело предательство С. П. Дегаева, члена офицерской организации. Летом 1882 года он был включён в состав Исполнительного комитета и вскоре после этого перевербован полицией. Дегаев выдал полиции ряд народовольцев, в частности, Веру Фигнер. Центральные органы «Народной воли» были окончательно разгромлены, и попытки восстановить их в дальнейшем не привели к успеху.
В марте 1883 года полиция арестовала большинство членов военной организации, выданных Дегаевым. Планы совершить переворот силами военных не реализовались. Деятельность оставшихся кружков сводилась к распространению брошюр и листовок, пропаганде среди рабочих.
Разоблаченный народовольцами Дегаев организовал убийство 16 декабря 1883 года своего «куратора» Судейкина, за это ему было позволено скрыться за рубежом.
Попытку объединить разрозненные кружки и воссоздать организацию совершил прибывший из-за границы весной 1884 года Г. А. Лопатин. Однако уже в октябре он был арестован, а найденные при нем записи дали полиции возможность уничтожить большую часть оставшихся кружков.
Группа «Террористической фракции народной воли» П. Я. Шевырёва, А. И. Ульянова и их товарищей, готовившая цареубийство 1 марта 1887 года, организационно не была связана с предшественниками.
В 1882—1887 годах прошел ряд процессов над народовольцами. Большинство из них были приговорены к длительным каторжным срокам и ссылке в Сибирь, содержались в Алексеевском равелине Петропавловской крепости, Шлиссельбургской крепости, на Карийской каторге. Многие погибли в заключении, но некоторые (В. Н. Фигнер, Н . Морозов, М. Фроленко, Г. Лопатин и др.) дожили до амнистии 1905 года. В дальнейшем некоторые из них сотрудничали с революционными партиями, преимущественно с эсерами. Другие, как Л. А. Тихомиров или Г. Г. Романенко, сменили революционные убеждения на консервативно-монархические.

## Причины кризиса
Причину падения «Народной воли» распространённое мнение видит в общественной реакции, вызванной убийством Александра II. С. М. Кравчинский в книге «Подпольная Россия» предлагает, однако, другое объяснение этого факта. По его мнению, «Народная воля» была очень сильна и после 1881 года, но она задалась несбыточными планами широкого государственного заговора, при посредстве которого она могла бы сразу захватить власть и учредить временное правительство; задавшись этими планами, она отказалась от покушений, которые могли бы все более расшатывать власть и питать партию «Народная воля» новыми силами.
В числе актов, совершённых «Народной волей», необходимо отметить кражу в херсонском банке в 1879 году посредством подкопа, не увенчавшуюся успехом, так как почти все деньги, унесённые из банка (свыше миллиона руб.), были очень скоро найдены полицией. Факт этот, имевший место ещё в эпоху расцвета сил партии, несомненно произвёл отрицательное впечатление на значительные круги общества, негативно повлияв на имидж «Народной воли».
Ещё губительнее была деятельность жандармского подполковника Г. П. Судейкина, который уже в последний период истории «Народной воли» завербовал в тюрьме одного из виднейших народовольцев С. П. Дегаева, который выдал большинство оставшихся членов организации.

## Партийные издания

Заголовок газеты, 1880 год.

Партия «Народная воля» издавала в тайных типографиях в Петербурге и в провинции одноимённую газету (вышло 11 номеров, 1879—1885, опубликованное в номере первом стихотворение «Последняя исповедь», имевшее посвящение казнённым революционерам, стало сюжетной основой картины Ильи Репина «Перед исповедью» (1879—1885)) и листки «Народной Воли» (значительное их число выходило с 1880 по 1886 г.); затем отдельные листки, издаваемые различными народовольческими группами, были выпущены в 1890—1892, 1896 и других годах. Кроме того, за границей издавался журнал: «Вестник Народной Воли» под ред. П. Л. Лаврова, самого видного теоретика «Народной воли»; 5 его томов вышли в 1883—1886 гг. В 1883 г. выпущен в Женеве «Календарь Народной Воли». В этих литературных произведениях была развита теория «Народной воли». Социалистические идеалы постепенно отодвигались на задний план и партия получала чисто политический характер. Веря в близость революции, партия боялась, что в России найдётся своя Вандея, из которой реакционные силы начнут поход против торжествующей революции; поэтому она выдвигала централистические требования, не замечая их противоречия требованию самоуправления общин и областей. Таким образом «Народная воля» под конец могла считаться партией якобинской; её журналы часто напоминали «Набат» Ткачёва.
Журнал «Народная Воля», листки и некоторые прокламации партии перепечатаны в сборнике Базилевского (В. Я. Богучарского) («Литература партии Народной Воли», 2-е приложение к сборнику «Государственные преступления в России», Париж, 1905). Очень суровую критику «Народной Воли» дают с одной стороны «Наши разногласия» Г. В. Плеханова (Женева, 1884), с другой — «Историческая Польша и великорусская демократия» М. П. Драгоманова (Женева, 1883; перепечатано в собрании сочинений Драгоманова, т. I, Париж, 1905). Яркую характеристику (сочувственную) Народной Воли можно найти в «Подпольной России» Степняка (СПб., 1905) и в его же романе «Андрей Кожухов», перепечатанном в Санкт-Петербурге под заглавием «Из прошлого» (1905). Много ценного материала для истории партии «Народная воля» заключается в отчётах о её процессах, напечатанных в своё время в легальных и нелегальных газетах. Из них «Дело 1 марта 1881 г.» (официальный, сокращённый и искажённый отчет) перепечатано в Санкт-Петербурге (1906), с примечаниями Л. Г. Дейча.
Петербургская группа «Гомон», состоящая из белорусских студентов, примыкавших к «Народной воле», выпустила в 1884 году два номера гектографированного журнала «Гомон», призывая к борьбе с самодержавием в союзе с русским революционным движением, определения автономии для народов Российской империи.

## Художественная литература
- Ю. Давыдов. Глухая пора листопада.
- Ю. Давыдов. Завещаю вам, братья.
- В. Войнович. Степень доверия.
- Ю. Трифонов. Нетерпение.
- М.Алданов. Истоки